# 助信駅
助信駅（すけのぶえき）は、静岡県浜松市中央区助信町にある遠州鉄道鉄道線の駅。駅番号はET05。

## 歴史

### 駅名の由来
開業当時の地名（浜名郡曳馬村大字助信）が由来。
「助信」の由来は定かではないが、助信と言う名前の刀鍛冶や武士がこの周辺に土着したからと言う人名説がある。

### 年表
- 1909年（明治42年）12月6日：助信駅として開業。
- 1923年（大正12年）4月1日：遠州助信駅に改称。
- 1953年（昭和28年）10月5日：駅舎新装。
- 1974年（昭和49年）1月1日：貨物業務取扱廃止。
- 1984年（昭和59年）4月1日：早朝、深夜無人となる[1]。
- 1985年（昭和60年）12月1日：高架線開通、駅移転[2]。助信駅に改称[2]。
- 2012年（平成24年）
  - 2月29日：高架化工事に伴い、駅舎を仮設のものに移転。
  - 11月24日：高架化[3]。

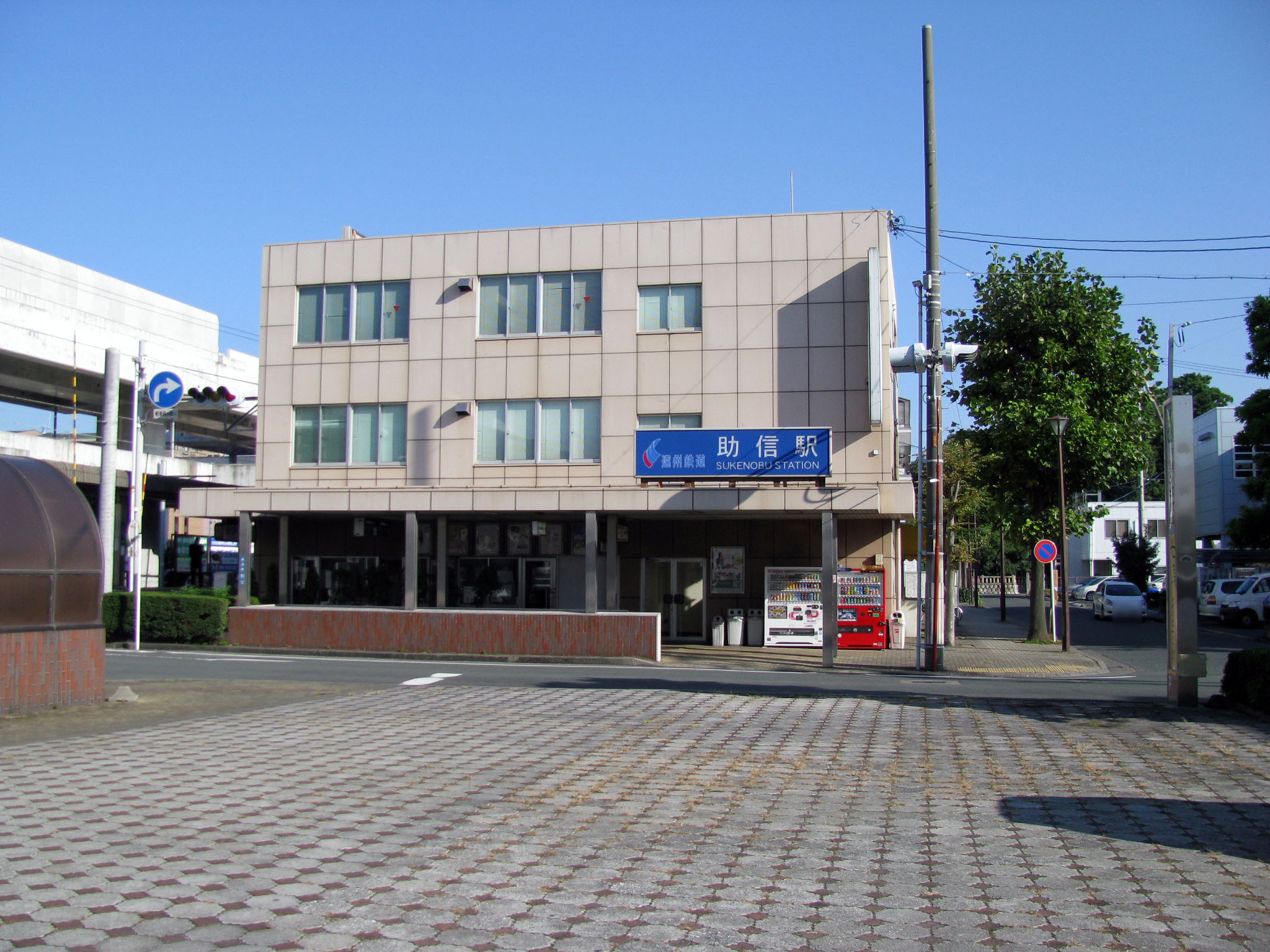
地上駅時代の駅舎（2008年10月）

## 駅構造
相対式ホーム2面2線の高架駅。直営駅（早朝・夜間は無人）であり、駅舎がある。夜間は列車交換を行っている。
駐輪場は高架化に先駆けて2012年7月より高架下に仮設のものが設置されているが、最終的には駅西側に設置される予定。
新浜松駅 - 八幡駅の高架化以前（遠州助信駅時代）は交差点を挟んで南向かい（新津町）に設置されていた。
また、地上駅時代には遠州鉄道では最後となった反転フラップ式案内表示機を設置していたが、2005年度より始まった「遠州鉄道鉄道線高架化事業」完成後に消滅した。なお、同事業完成前には島式ホーム1面2線だった。
高架化に先駆け、2012年2月より仮駅舎に移転していたほか、駅東側に存在した立体駐輪場（収容354台）も2012年7月より仮駐輪場に移転している。

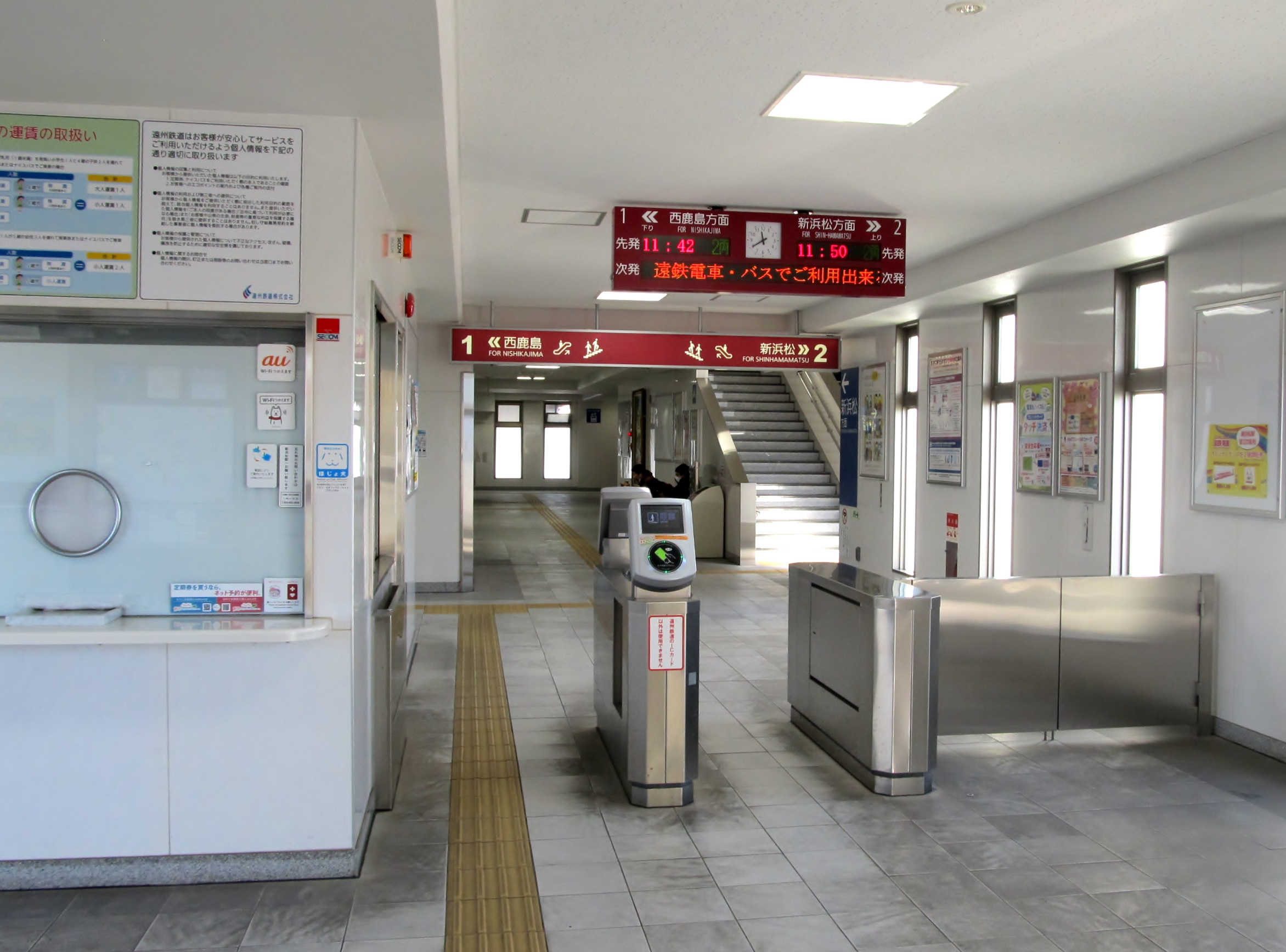
改札口
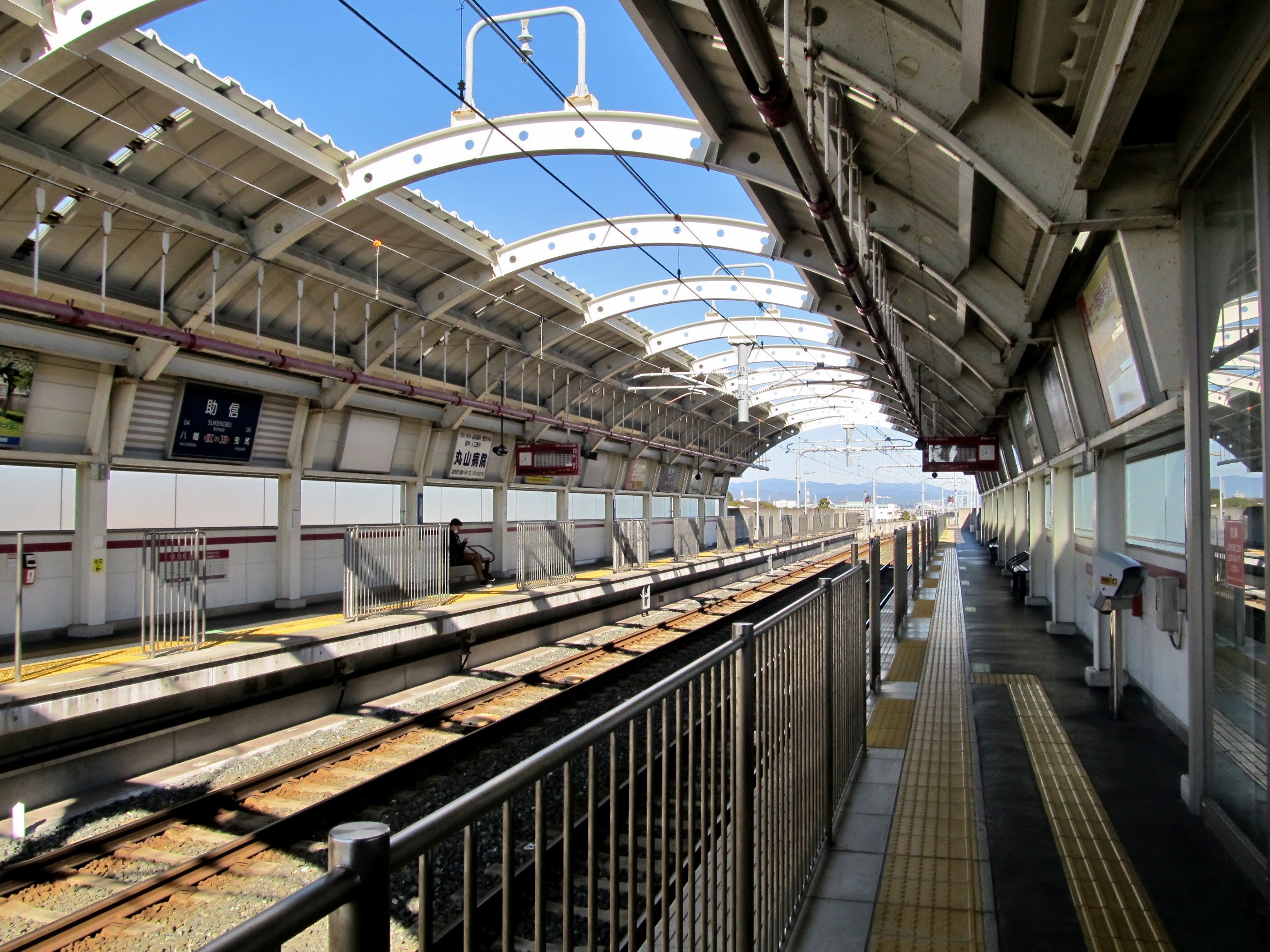
ホーム
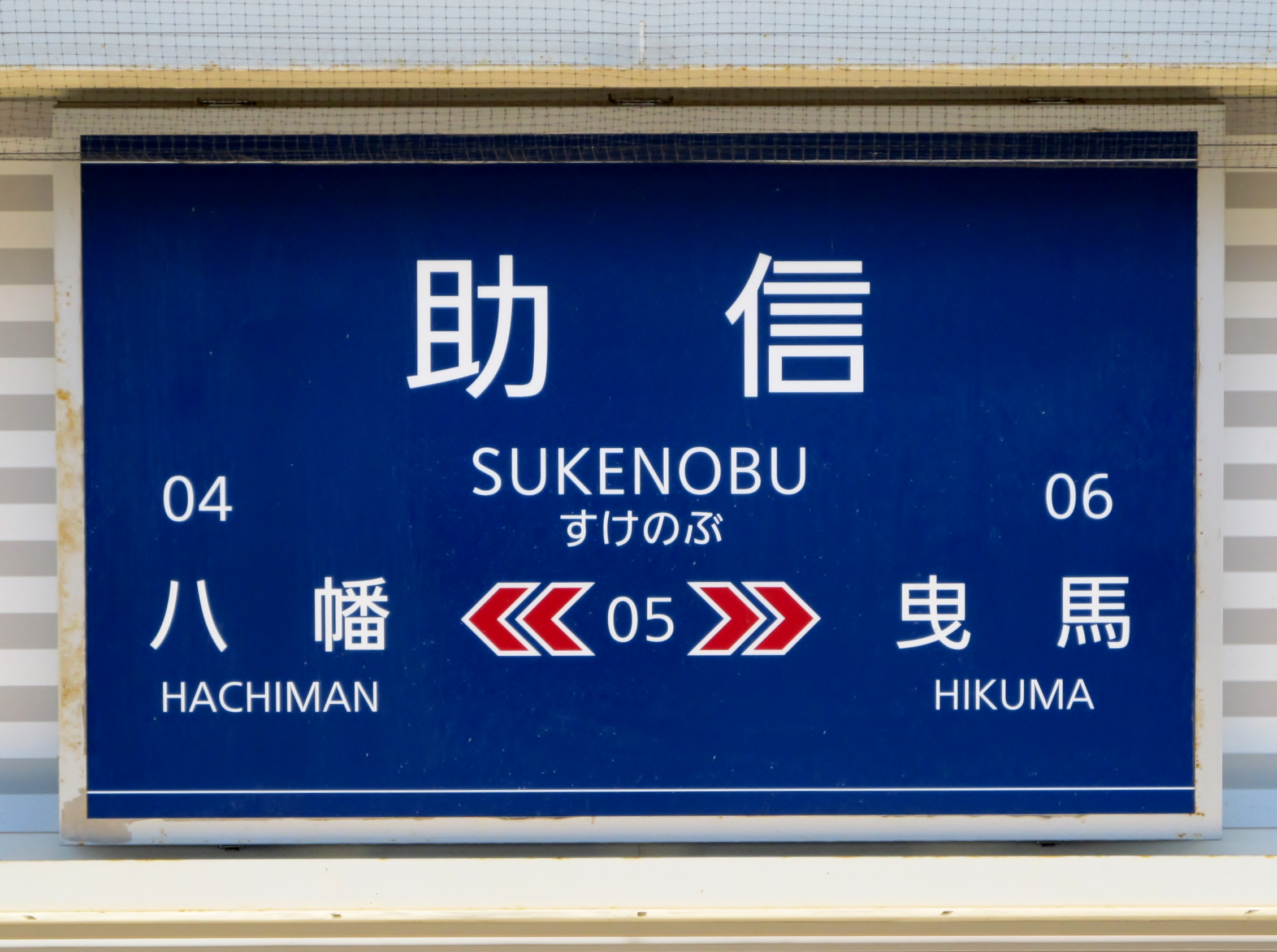
駅名標

### のりば
| ホーム | 路線            | 方向 | 行先             |
| ------ | --------------- | ---- | ---------------- |
| 1      | ■遠州鉄道鉄道線 | 下り | 浜北・西鹿島方面 |
| 2      | ■遠州鉄道鉄道線 | 上り | 新浜松方面       |

## 利用状況
2019年度（令和元年度）の乗車人員は510,790人（全18駅中6位）、降車人員は484,752人（同6位）である。主として通学・通勤用に利用される。
1980年度（昭和55年度）以降の乗車人員および降車人員は次の表のとおりである。
| 年間の乗車人員・降車人員の推移 | 年間の乗車人員・降車人員の推移 | 年間の乗車人員・降車人員の推移 | 年間の乗車人員・降車人員の推移 |
| 年度                           | 遠州鉄道                       | 遠州鉄道                       | 出典・備考                     |
| 年度                           | 乗車人員                       | 降車人員                       | 出典・備考                     |
| ------------------------------ | ------------------------------ | ------------------------------ | ------------------------------ |
| 1980年度（昭和55年度）         | 461,778 人                     | 473,987 人                     | [ 5 ]                          |
| 1981年度（昭和56年度）         | 463,136 人                     | 477,569 人                     | [ 6 ]                          |
| 1982年度（昭和57年度）         | 462,752 人                     | 471,174 人                     | [ 7 ]                          |
| 1983年度（昭和58年度）         | 412,584 人                     | 458,280 人                     | [ 8 ]                          |
| 1984年度（昭和59年度）         | 437,818 人                     | 452,300 人                     | [ 9 ]                          |
| 1985年度（昭和60年度）         | 442,540 人                     | 444,757 人                     | [ 10 ]                         |
| 1986年度（昭和61年度）         | 519,847 人                     | 503,361 人                     | [ 11 ]                         |
| 1987年度（昭和62年度）         | 504,097 人                     | 487,487 人                     | [ 12 ]                         |
| 1988年度（昭和63年度）         | 537,617 人                     | 528,315 人                     | [ 13 ]                         |
| 1989年度（平成元年度）         | 559,809 人                     | 545,602 人                     | [ 14 ]                         |
| 1990年度（平成2年度）          | 578,517 人                     | 565,805 人                     | [ 15 ]                         |
| 1991年度（平成3年度）          | 584,033 人                     | 567,054 人                     | [ 16 ]                         |
| 1992年度（平成4年度）          | 599,678 人                     | 582,043 人                     | [ 17 ]                         |
| 1993年度（平成5年度）          | 571,193 人                     | 555,632 人                     | [ 18 ]                         |
| 1994年度（平成6年度）          | 580,497 人                     | 558,143 人                     | [ 19 ]                         |
| 1995年度（平成7年度）          | 562,624 人                     | 535,536 人                     | [ 20 ]                         |
| 1996年度（平成8年度）          | 610,494 人                     | 580,916 人                     | [ 21 ]                         |
| 1997年度（平成9年度）          | 543,198 人                     | 510,220 人                     | [ 22 ]                         |
| 1998年度（平成10年度）         | 491,659 人                     | 453,443 人                     | [ 23 ]                         |
| 1999年度（平成11年度）         | 462,016 人                     | 435,412 人                     | [ 24 ]                         |
| 2000年度（平成12年度）         | 477,668 人                     | 447,243 人                     | [ 25 ]                         |
| 2001年度（平成13年度）         | 460,660 人                     | 427,385 人                     | [ 26 ]                         |
| 2002年度（平成14年度）         | 445,312 人                     | 416,714 人                     | [ 27 ]                         |
| 2003年度（平成15年度）         | 460,332 人                     | 432,888 人                     | [ 28 ]                         |
| 2004年度（平成16年度）         | 482,415 人                     | 429,751 人                     | [ 29 ]                         |
| 2005年度（平成17年度）         | 454,255 人                     | 424,537 人                     | [ 30 ]                         |
| 2006年度（平成18年度）         | 451,897 人                     | 418,437 人                     | [ 31 ]                         |
| 2007年度（平成19年度）         | 458,771 人                     | 422,587 人                     | [ 32 ]                         |
| 2008年度（平成20年度）         | 449,694 人                     | 416,553 人                     | [ 33 ]                         |
| 2009年度（平成21年度）         | 436,281 人                     | 408,700 人                     | [ 34 ]                         |
| 2010年度（平成22年度）         | 426,031 人                     | 399,753 人                     | [ 35 ]                         |
| 2011年度（平成23年度）         | 422,408 人                     | 398,694 人                     | [ 36 ]                         |
| 2012年度（平成24年度）         | 430,145 人                     | 407,558 人                     | [ 37 ]                         |
| 2013年度（平成25年度）         | 422,484 人                     | 401,272 人                     | [ 38 ]                         |
| 2014年度（平成26年度）         | 445,627 人                     | 422,711 人                     | [ 39 ]                         |
| 2015年度（平成27年度）         | 466,279 人                     | 440,289 人                     | [ 40 ]                         |
| 2016年度（平成28年度）         | 474,300 人                     | 447,204 人                     | [ 41 ]                         |
| 2017年度（平成29年度）         | 483,417 人                     | 459,761 人                     | [ 42 ]                         |
| 2018年度（平成30年度）         | 499,625 人                     | 475,484 人                     | [ 43 ]                         |
| 2019年度（令和元年度）         | 510,790 人                     | 484,752 人                     | [ 4 ]                          |

## 駅周辺
駅周辺には住宅街が広がる。道路を隔てた私有地駐車場に、地上区間の高架切り替え前に使用されていた遠州助信駅の駅名標が保存されている。
以前は少々歩いた所に浜松赤十字病院が立地していたが、現在は遠州小林駅近くに移転している。
他の施設は以下。
- 遠鉄スポーツクラブエスポ
- 浜松市立曳馬小学校
- とぴあ浜松農業協同組合 助信支店
- 遠鉄ストア フードワン 高林店

## 隣の駅
遠州鉄道
■鉄道線
八幡駅（ET04） - 助信駅（ET05） - 曳馬駅（ET06）